# 名誉講師
名誉講師(めいよこうし)とは大学などの教育機関、職業教育の機関が定める名誉職或いは名誉称号の一種であり、特定分野の教育等に功績ある人物に付与される地位・称号の一つ。類似の名称として名誉上級講師、中央名誉講師などがある(本項で解説)。

## 大学における名誉講師
大学等の教育機関では、オックスフォード大学に名誉講師の称号がある。一例として1991年に日本の群馬県前橋市で開催された第25回日本ペインクリニック学会では同大学名誉講師のロバート・G・ワイクロスが登壇し、研究医・開業医らを前に特別講演したことが知られる。なお、オックスフォード大学には上位の称号として名誉上級講師などがある。

## 各種社団・財団における名誉講師

### レーシングドライバー育成機関の名誉講師
また、レーシングドライバーの育成機関でも名誉講師を任ずる例があり、日本では三重県鈴鹿市にある鈴鹿カートスクールが元F1レーサーで中嶋企画代表取締役の中嶋悟が就任し、実際にドライバーの養成に従事している。

### 小売事業者等の店舗組合等における名誉講師
専門店で構成する協同組合連合会日本専門店会連盟では会で講演等を担う講師の職位として名誉講師を定めている。

### 理美容業界団体における名誉講師
また、理容・美容業界では、全国理容生活衛生同業組合連合会が職業教育の指導者として中央名誉講師などの職名を定めている。また、ネイリストの業界団体である特定非営利活動法人日本ネイリスト協会で定める認定講師資格の最上位に名誉本部認定講師を定めている。

### 芸術分野の業界団体における名誉講師
なお、フラワーアレンジメントのデザイナーで構成する公益社団法人日本フラワーデザイナー協会では協会認定資格の最上位に名誉本部講師を定めている。

### 健康福祉分野の業界団体における名誉講師
カイロプラクティックの業界団体である日本カイロプラクティック連合会では講師の職位として名誉講師を定めている。

### 文献資料
- パトリシャ・インガム著、鮎澤乗光訳『トマス・ハーディ』(彩流社、2012年) ISBN 978-4-7791-1703-9 C0098

### 報道資料
- 『朝日新聞』1991年7月27日朝刊群馬版
- 『読売新聞』1993年8月4日東京朝刊
- 『読売新聞』2011年11月15日東京朝刊神奈2版

### インターネット資料(外部リンク)
- 協同組合連合会日本専門店会連盟ウェブサイト「真心と誇り 商人の道を築こう（３）」
- 日本カイロプラクティック連合会ウェブサイト「講師のご紹介」
- 日本ネイリスト協会「認定講師」
- 日本フラワーデザイナー協会ウェブサイト「資格取得のステップ」